# Synaphea oligantha
Synaphea oligantha är en tvåhjärtbladig växtart som beskrevs av Alexander Segger George. Synaphea oligantha ingår i släktet Synaphea och familjen Proteaceae. Inga underarter finns listade i Catalogue of Life.